# Iran
Iran ili Perzija (perz. ايران; Irān), službeno Islamska Republika Iran (perz. جمهوری اسلامی ایران; Džomhūrī-je Eslāmī-je Īrān) država je u jugozapadnoj Aziji. Naziv Iran udomaćen je još od starog vijeka dok se na međunarodnoj sceni počeo aktivnije koristiti od 1935. godine kada je potisnuo europski egzonim Perziju. Danas se nazivi Iran i Perzija koriste kao sinonimi u kulturološkom smislu, dok se u službenom političkom kontekstu koristi isključivo naziv Iran.
Država se proteže na 1 648 195 km2, što je čini 18. po površini u svijetu, i prema procjenama Ujedinjenih Naroda iz 2018. u njoj je živjelo 82 011 735 stanovnika. Iran ima važno geostrateško značenje s obzirom na to da se nalazi u središnjoj Euroaziji odnosno na Bliskom istoku. Zemlja je na sjeveru omeđena Armenijom, Azerbajdžanom i Turkmenistanom odnosno Kaspijskim jezerom, na istoku Afganistanom i Pakistanom, na zapadu Irakom i Turskom, te na jugu Omanskim i Perzijskim zaljevom. Glavni i najveći grad je Teheran koji predstavlja važno političko, kulturno, gospodarsko i industrijsko središte zemlje. Iran u vojno-političkom smislu ima status regionalne sile, dok se na temelju obilnih zaliha nafte i zemnog plina kao i razvijenog nuklearnog programa često naziva i „energetskom supersilom”. Također, Iran je i najrazvijenija poljoprivredna i industrijska sila u široj regiji.
Na teritoriju Irana nastale su neke od najstarijih civilizacija u ljudskoj povijesti. Prve države pojavile su se s Elamitima početkom 3. tisućljeća pr. Kr., dok današnji etnojezični oblik poprimaju dolaskom iranskih naroda u 2. tisućljeću pr. Kr. Iranska nacija oblikuje se oko 625. pr. Kr. nastankom Medijskog Carstva kojeg kasnije na starovjekovnoj političkoj sceni nasljeđuju dinastije iranskih Ahemenida, helenističkih Seleukida, te iranskih Parta i Sasanida. Sredinom 7. stoljeća nastupa arapsko osvajanje Irana, čime se islam počinje širiti na uštrb zoroastrizma. Iransko stanovništvo u konačnici je islamizirano tijekom vladavina domaćih dinastija Tahirida, Bujida, Safarida i Samanida koje su povratile iransku nezavinost. Srednji vijek obilježava procvat iranske književnosti, filozofije, medicine, astronomije, matematike i umjetnosti zbog čega Iran postaje glavnim žarištem islamskog svijeta. Iranski identitet zadržan je i tijekom vladavina stranih turkijskih i mongolskih dinastija Seldžuka odnosno Ilhanida i Timurida koji su preuzeli perzijski jezik i kulturu. Prekretnica u iranskoj povijesti nastupa oko 1500. godine kada je osnovano Safavidsko Carstvo za vrijeme kojeg šijitski islam 12. imama postaje službenom religijom zemlje. Iranska ustavna revolucija iz 1906. godine urodila je stvaranjem prvog nacionalnog parlamenta u okvirima ustavne monarhije, dok je sadašnji politički sustav islamske republike plod iranske revolucije iz 1979. godine. Prema ustavu iz 1979. godine, iranski politički sustav sastoji se od više isprepletenih upravnih tijela poput parlamenta, predsjednika, vijeća stručnjaka i vrhovnog vođe. Iran je jedan od osnivača Ujedinjenih naroda, pokreta nesvrstanih, Organizacije islamske konferencije i Organizacija zemalja izvoznica nafte.
Iran je od najranije povijesti multietnička država sastavljena golemom većinom od iranskih naroda među kojima već tisućljećima dominiraju Perzijanci koji danas čine oko 60 % današnjeg stanovništva Irana, a slijede ih Azeri (turkofoni), Kurdi, Beludži, itd. Službena religija je šijitski islam 12. imama dok se u ostale priznate religije ubrajaju kršćanstvo, judaizam i zoroastrizam. Perzijski jezik je uz više regionalnih glavnim službenim jezikom u zemlji, odnosno jedan od najstarijih svjetskih službenih jezika u neprekidnoj upotrebi do današnjeg dana. Službeni kalendar u državi je iranski kalendar.

## Etimologija
Tijekom vladavine Ahemenida (550. pr. Kr. - 330. pr. Kr.), Perzijanci su svoju regiju zvali Parsa po imenu kraljevstva Kira Velikog koji je pripadao perzijskom plemenu, a danas se to ime može naći u oblicima Fars ili Pars, što je ime jedne pokrajine u Iranu. Sveukupno područje države naseljeno iranskim plemenima zvalo se Arijanam, a ta riječ potječe iz arijskog izraza koji znači plemenit. U partskom razdoblju (248. pr. Kr. - 224.) Arijanam je preoblikovano u Arijan te se s vremenom razvilo u izraze Iranšaher i Iran do sasanidskog razdoblja.
Grci su rabili izraze Arijana i Persis u opisivanju područja koje je danas poznato pod nazivom Iranska visoravan. Ovaj je izraz u latinskom dobio oblik Persia te je pod tim ili sličnim nazivima ušao u većinu europskih jezika.
U 20. stoljeću, pokrenula se diskusija između intelektualaca o točnom imenu zemlje. 21. ožujka 1935. godine, na Novruz (iranska nova godina), Reza-šah Pahlavi izdao je dekret kojim se zahtijeva da se u svim službenim dokumentima u vanjskim odnosima za ime zemlje koristi naziv Iran.

## Povijest
Iranska povijest proteže se na više tisuća godina i jedna je od najstarijih na svijetu. Pokriva velik broj civilizacija koje su živjele na iranskoj visoravni, od Šahri Sohte (Spaljenog grada) u Sistanu iz brončanog doba te Džiroftske kulture i Elamitskog kraljevstva, preko Ahemenidskog, Partskog i Sasanidskog Carstva, sve do današnje Islamske Republike Irana.
|  |

### Prapovijest i stari vijek
Na području Irana, točnije u Beludžistanu, nađeni su ostaci ljudskog djelovanja još iz razdoblja donjeg paleolitika, od kojih najstariji datiraju i do 800.000 godina. Na sjeverozapadu zemlje, u području Kaspijskog jezera, nađeni su ostaci gospodarske aktivnosti iz razdoblja mezolitika. Neolitička nalazišta svjedoče o poljoprivrednom djelovanju prije oko 6.000 do 7.000 godina u dolini Gorgana, u Tureng-Tapeu, Jarim-Tapeu i u središtu zemlje, u Sialku II (blizu Kašana).
Predmeti od bakra i oslikane keramike iz brončanog doba (prije 4.000 godina) pronađeni su u Suzi (pokrajina Huzestan) i Tape-Sialku. Arheološkim istraživanjima tek se sad počinju upoznavati vrlo stare civilizacije koje su ovdje gradile gradove prije 5000 godina.
Početkom trećeg tisućljeća pr. Kr., u Suzi se javlja oblik pisma koji je vjerojatno nastao iz starog sumeranskog pisma. Elamsko carstvo (prije kojeg je postojala protoelamitska civilizacija) postalo je nova regionalna snaga u jugozapadnom Iranu te svojevrsna konkurencija susjednim carstvima Babilonije i Asirije. Tek u drugom tisućljeću pr. Kr. na iranski plato dolaze iranski narodi iz središnje Azije. Sredinom 7. stoljeća pr. Kr. Medijci okupljeni u plemenima na sjeveru i sjeverozapadu zemlje postaju samostalna regionalna sila i osnivaju Medijsko Carstvo. Krajem istog stoljeća Medijci i Babilonci oslobađaju se Asiraca zauzimanjem Ninive 612. pr. Kr. U ovom razdoblju izvori spominju Kira I., kralja Anšana i unuka Ahemena, osnivača prvog perzijskog carstva.

#### Ahemenidska dinastija
Ahemenidi su stvorili veliko carstvo koje se protezalo od Indije do Egipta, a koje je bilo organizirano u satrapije povezane velikom mrežom cesta. Kirov cilindar prvi je pisani trag neke deklaracije o ljudskim pravima iz vremena Kira II. Ahemenidska dinastija izgradila je važne gradove kao što su Pasargad, Perzepolis, Suza i Ekbatana. Njihova vladavina u Zapadnom svijetu najpoznatija je po ratovima protiv Grka. Ahemenidsko Carstvo doživljava pad nakon vladavine Kserksa I. te ga 330. godine pr. Kr. osvaja Aleksandar Makedonski.

#### Partska dinastija
Partsko Carstvo osnovano je 247. pr. Kr., a njihovi vladari smatrali su se nasljednicima Ahemenida. Carstvo je osnovao Arsak, poglavar iranskog plemena Parni, nakon što je osvojio tadašnju seleukidsku satrapiju Partiju. Parni su se tada stopili s domaćim Partima, a Arsak je također osnovao znamenitu arsakidsku dinastiju, te se njegova država ponekad naziva i Arsakidsko Carstvo. Slabljenjem seleukidske moći, Partsko Carstvo se nametnulo kao vodeća sila Bliskog istoka, te je na vrhuncu moći uz teritoriju današnjeg Irana sadržavalo i Mezopotamiju, Armeniju, južnu obalu Perzijskog zaljeva, te velike dijelove Afganistana, Pakistana i Turkmenistana. Partsko Carstvo objedinjavalo je elemente iranske i helenističke kulture što se najbolje očituje u političkoj upravi. Partsko Carstvo, koje je povremeno vodilo ratove s rimskom državom na zapadnim granicama, srušeno je godine 226. u pobuni vazala na jugozapadu Irana koji su nakon toga osnovali novo, Sasanidsko Perzijsko Carstvo.

#### Sasanidska dinastija
Sasanidi su bili prvi koji su vlastito carstvo oslovljavali endonimom koji se zadržao do današnjeg dana - Iran-šar ili Erā-nšar (perzijski: ايرانشهر, Iransko carstvo (domovina)). Oni su vladali jednim od najvažnijih razdoblja iranske povijesti te su ostvarili brojna dostignuća na svim područjima. Posebno su utjecali na rimski svijet, jer su dva carstva bila neprestano u ratu. Njihov kulturni utjecaj dosegnuo je i zapadnu Europu, Afriku, Kinu i Indiju te se nastavio i u islamskom razdoblju,.

### Srednji vijek
Stoljetni ratovi s Rimljanima doveli su do iscrpljenja obje starovjekovne supersile što je išlo na ruku Arapima ujedinjenim pod islamom koji započinju masovne vojne pohode. Osvajanje Irana počelo je 637. godine s Abu Bekrom. Nakon opsade Ktezifonta, glavnog grada carstva, muslimani pobjeđuju sasanidsku vojsku kod Nihavanda 642. godine. Nakon toga Iranom se počeo širiti islam koji je postao većinskom religijom tri stoljeća kasnije odnosno tijekom vladavine domaće dinastije Samanida. Iran je islamiziran, ali nikad nije arabiziran, za razliku od drugih krajeva koje je osvojio kalifat. Perzijanci su značajno pridonijeli islamu na kulturnoj, političkoj i religijskoj razini.
U 8. stoljeću, u Horasanu se prihvaća disidentska šijitska doktrina te se događa odavajanje od arapske dominacije. Pobunom je svrgnuta dinastija Omejida te ju je u Bagdadu zamijenila Abasidska dinastija, 748. godine. Moć kalifâ ubrzano se smanjuje te u Iranu nastaju mnoge jake regionalne dinastije između 820. i 1005., od kojih iznimno Samanidi. Oni su se sukobljavali s Bagdadom te u mnogočemu obogatili intelektualni život. Osim klasične arapske kulture, podupirali su perzijsku književnost i jamčili zaštitu misliocima. Od 962. dinastija Gaznavida iz Gaznija vlada Horasanom, te Pandžabom. U ovo vrijeme, pod zaštitom Mahmuda Gaznija, Firdusi piše „Šahnamu” (Knjiga kraljeva), epsku pjesmu s pričama iz perzijske mitologije.
Seldžuci dolaze u regiju u 11. stoljeću te pobjeđuju Gaznavide pa Samanide, a u Iranu se događa kulturna i znanstvena renesansa. Napravljena je promatračnica u Isfahanu, gdje je Omar Hajam stvorio novi, perzijski kalendar s prijestupnim godinama koji je i danas u uporabi. Ovo je razdoblje također bilo vrlo plodno za mnoga umjetnička dostignuća.
Nakon vladavine Seldžuka, Iranom upravljaju manje lokalne dinastije prije dolaska Mongola pod vodstvom Džingis-kana, 1219. godine. Invazija je poprilično oštetila zemlju i stanovništvo. Uništenjem brojnih sustava za navodnjavanje uništena je i mreža nastambi. Uništene gradove zamjenjuju izolirane oaze, a broj stanovnika pada te se stanovništvo tribalizira. Manje lokalne dinastije vladaju područjem nakon kraja prvog mongolskog razdoblja u 1335. godini.
Vrlo brzo zbiva se ponovna invazija, u kojoj Timur potpuno osvaja Iran te postaje car 1381. godine. Timuridsko Carstvo traje do 1507. godine kada uzbečki Šajbanidi zauzimaju Samarkand, dok se istovremeno u iranskom Azarbajdžanu uzdiže domaća dinastija Safavida koja centralizira iranske teritorije.

### Novi vijek

#### Safavidska i afšaridska dinastija
Iransko stanovništvo preobratilo se na imamitski šijizam u 16. stoljeću, za vrijeme Ismaila I., prvog safavidskog vladara. Ovo preobraćenje izvršeno je zbog suprotstavljanja dominaciji sunitskih Otomanskih Turaka, kako bi se stvorio jedinstven religijski identitet. Preobraćenje je bilo obvezno, pod prijetnjom smrću.
Vrhunac safavidske vladavine bio je za vrijeme šaha Abasa I. Velikog, za čijeg se vremena dogodila centralizacija i opći napredak zemlje. Ovo je bilo zlatno doba i za umjetnost i trgovinu. Invazijom afganskih plemena u Iran 1722. godine započela je silazna putanja safavidskog razdoblja. Nakon pada zadnjeg safavidskog vladara 1735., godinu poslije Tahmasp Koli iz plemena Afšar istjeruje Paštunce i preuzima vlast pod imenom Nader-šah. Za vrijeme njegove vladavine vraćen je cijeli teritorij Irana te su krenuli vojni pohodi u Indiju. Njegova vladavina nije dugo trajala te je 1747. godine ubijen u zavjeri.

#### Zandijska i kadžarska dinastija
Za vlast u zemlji otada se počinju boriti razne lokalne dinastije: Afšaridi, Hotakijci, Kadžari i Zandijci. Karim-han Zand uspio je 1750. godine ujediniti skoro cijelu zemlju. Za vrijeme njegova vladanja glavni je grad iz Mašhada premješten u Širaz i započelo je kratko vrijeme mira i napretka. Nakon njegove smrti 1779. godine počinju daljnje borbe za vlast. Na kraju pobjeđuje Muhamed-šah Kadžar koji preuzima vlast 1794. godine i time osniva dinastiju koja je trajala sve do 1925. godine. Tada glavnim gradom postaje Teheran.
Za vladanja njegovih nasljednika Fateh Ali-šaha, Muhamed-šah i Nasrudin-šaha, u zemlji je obnovljen red, stabilnost i jedinstvo. Trgovci i vjerski vođe postaju važni članovi društva u ovo vrijeme. Zbog slabosti središnje vlasti, velike kolonijalne sile, ruska i britanska, zahvaljujući vojnoj i tehnološkoj moći, počinju dominirati iranskim gospodarstvom i miješati se u unutarnje poslove države. Ipak, unatoč Velikoj igri, Iran je sačuvao nezavisnost i nikad nije koloniziran.

### Suvremeno doba

#### Ustavna revolucija i modernizacija Irana
Prvi pokušaji modernizacije zemlje dogodili su se za vrijeme Nasrudin-šaha. Reforminan je porezni sustav, pojačana kontrola nad administracijom te razvijena industrija i trgovina. Smanjio se strani utjecaj, kao i utjecaj šijitskog svećenstva. Narodna želja za promjenama dovela je do ustavne revolucije 1906. godine. Iran je postao prva bliskoistočna zemlja koja je revolucijom dobila ustav.
Prvim svjetskim ratom povećan je utjecaj Britanaca, koji su već dotad bili zainteresirani za naftu pronađenu 1908. godine u Huzestanu. Pokušali su nametnuti anglo-perzijski dogovor 1919. godine, koji je parlament odbio.
Nešto poslije državnim udarom smijenjena je vlast u korist časnika Reza-šaha, koji četiri godine poslije postaje Reza-šah Pahlavi. Uz pomoć snažne i centralizirane vlade počinje modernizacija Irana: razvijanje teške industrije, veliki infrastrukturni projekti, gradnja nacionalne željeznice, stvaranje javnog nacionalnog obrazovnog sustava, reforma pravosuđa (dotad pod kontrolom svećenstva), stvaranje iranskog građanskog zakonika, poboljšanje zdravstvenog sustava, itd. Posebna prava koja su dodijeljena strancima za vrijeme Kadžara ukinuta su kako bi se smanjila ovisnost i njima, što se posebno odnosilo na Veliku Britaniju i Rusiju. Dana 21. ožujka 1935. međunarodna zajednica na Reza-šahov zahtjev službeno je odlučila prestati rabiti višetisućljetni egzonim Perzija odnosno počela je oslovljavati zemlju s Iranom (endonimom nepromijenjenim od sasanidske epohe). Zabrana nošenja vela za žene, kao i obveza oblačenja na „zapadnjački” način za muškarce, uvedena je iste godine.
Zbog zbližavanja s Njemačkom, Britanci prisiljavaju Reza-šaha na abdikaciju u korist svoga sina Muhameda Reze Pahlavija 1941. godine. Reza-šah poslan je u egzil gdje je i umro 1944. godine. Okupacija zemlje bila je vrlo važna saveznicima. Nakon proglašenja rata Njemačkoj 1943. godine, Iran se približio zapadnim snagama. Iste godine u Teheranu sastali su se Churchill, Roosevelt i Staljin čime su ojačali svoju ulogu u Iranu, koji je ubrzo postao član Ujedinjenih naroda.
U prosincu 1945. godine, uz potporu SSSR-a, Narodna Republika Azarbajdžan i Kurdska Narodna Republika proglašavaju svoju nezavisnost u područjima iranskog Azarbajdžana i iranskog Kurdistana. Dijelove Horasana, Gorgana, Mazandarana i Gilana okupirale su sovjetske trupe; iransko-sovjetska kriza, prva u hladnom ratu, završila je u prosincu 1946. godine nakon što su vlade separatističkih pokreta izgubile potporu SSSR-a.
Godine 1953. premijer Muhamed Mosadek nacionalizira naftu. Radi zaštite zapadnjačkih interesa u iranskoj naftnoj industriji, britanske i američke tajne službe provode operaciju Ajax čiji je cilj postavljanje vlade koja bi štitila zapadnjačke interese. Nakon Mosadekova pada, Muhamed Reza Pahlavi uspostavlja autokratski diktatorski režim uz pomoć SAD-a. Godine 1955., Iran pristupa Bagdadskom sporazumu čime prelazi na američki stranu u hladnom ratu. Pahlavi je modernizirao industriju i društvo zahvaljujući prihodima od nafte te programu zvanom Bijela revolucija. Za vrijeme njegova režima uklonjeni su svi oblici političke oporbe, a njegova vladavina općenito nije bila dobro prihvaćena u iranskom društvu.

#### Iranska revolucija i islamska republika
Nakon mjeseci demonstracija i prosvjeda protiv njegovog režima, Muhamed Reza Pahlavi napustio je Iran 16. siječnja 1979. godine. Dana 1. veljače 1979. Ruholah Homeini vratio se u zemlju nakon 15 godina egzila. Nakon proglašenja neutralnosti oružanih snaga u revoluciji, Homeini je proglasio kraj monarhije 11. veljače, te uspostavio prijelaznu vladu.
Iako je među stanovništvom većinom vladalo pozitivno raspoloženje zbog odlaska šaha, postojalo je mnogo nesuglasica oko budućnosti Irana. Iako je Homeini bio najpopularnija politička figura, postojalo je više revolucionarnih skupina, od kojih je svaka imala drugačiji pogled na budućnost zemlje. Grupe su uključivale liberale, marksiste, anarhiste i laike, uz veliki broj vjerskih skupina koje su tražile modeliranje iranske budućnosti.
Teolozi su bili prvi koji su uspostavili red u zemlji uz pomoć lokalnih odbora. Poznati pod imenom Branitelji revolucije od svibnja 1979., ove skupine su brzo dobile moć na lokalnoj razini po cijelom Iranu, te time i najveći dio moći na sveukupnoj razini. Uz pomoć revolucionarnih sudova koji su uspostavljeni, eliminirane su ključne ličnosti iz starog režima, kao i protivnici iz drugih skupina. Krajem 1979. organiziran je referendum, na kojem je uspostavljena islamska republika po Homeinijevom nacrtu, s vrhovnim vođom na čelu.
Zbog iranske talačke krize (opsada američkog veleposlanstva u Teheranu između 4. studenog 1979. i 20. siječnja 1981. i uzimanje osoblja kao talce) Carterova administracija je prekinula diplomatske veze s Iranom, te nametnula 7. travnja 1980. gospodarske sankcije. Dana 22. rujna 1980., iskorištavajući slabost iranskih oružanih snaga pod novim političkim sustavom, Irak napada Iran. Službena politika SAD-a tražila je izolaciju Irana. SAD i njezini saveznici pružili su oružje i tehnologiju režimu Sadama Huseina koji je htio osvojiti naftna polja u Huzestanu. Članovi Reganove administracije potajno su prodavali oružje i dijelove Iranu, što je poznato pod nazivom Iran-Contra afera. Iran je pristao na poštovanje prekida vatre kojeg je zahtijevala 598 rezolucija Vijeća sigurnosti UN-a 20. srpnja 1987. godine. 15. kolovoza 1990. Sadam Husein je pristao vratiti se na dogovore iz Alžira iz 1975., tj. status quo ante bellum.
Nakon Homeinijeve smrti 3. lipnja 1989., Vijeće stručnjaka prihvatilo je Alija Hameneija kao vođu revolucije. Njegovim dolaskom na vlast ustav je promijenjen.
Tijekom Zaljevskog rata 1991. godine, Iran je ostao neutralan (dopustio je jedino prisutnost iračkog zrakoplovstva i ulazak iračkih izbjeglica na svoj teritorij).
Revolucija, nakon koje je slijedio rat s Irakom ostavili su velike posljedice na gospodarstvo zemlje koje su vodili pragmatičari kao Hašemi Rafsandžani, koji je izabran kao predsjednik 1987., te 1991. godine. Krah gospodarske politike i modernizacije iranske države doveo je do izbora umjerenjaka Muhameda Hatamija na mjesto predsjednika 1997. godine. Njegovu vladavinu obilježile su nesuglasice između društva koje je zahtijevalo promjene i svećenstva koje je željelo zadržati svoju moć. Ova situacija doseže svoj vrhunac u srpnju 1999., kada su na ulicama Teherana i drugih većih gradova izbili masovni protesti protiv vlasti. Hatami je ponovno izabran 2001. godine, ali konzervativne struje u iranskom parlamentu destabilizirale su njegov reformatorski pokret.
Godine 2005. godine, na mjesto predsjednika države izabran je Mahmud Ahmadinežad, konzervativni gradonačelnik Teherana. Njegov mandat obilježava spor sa SAD-om oko nuklearnog programa i tvrda vanjska politika. Iran je trenutačno izvrgnut američkim specijalnim operacijama s ciljem destabiliziranja političkog sustava, rušenja vlade i sprečavanja Irana od razvoja nuklearnog programa.

## Zemljopis
Iran je većinom planinska zemlja s površinom od 1 648 000 km². Na sjeveru ima granice s Armenijom (35 km), Azerbajdžanom (611 km), Turkmenistanom (992 km), te ima 740 km obale na Kaspijskom jezeru. Zapadne granice dijeli s Turskom na sjeveru i Irakom na jugu, završavajući na Šat al-Arabu (na perzijskom: Arvand Rūd). Na jugu zemlja ima izlaz na Perzijski i Omanski zaljev u dužini od 1770 km. Iran od 1970-ih ima granični spor s Ujedinjenim Arapskim Emiratima zbog Abu Muse, Velikog i Malog Tunba, otokâ koje je Iran zauzeo nakon povlačenja britanskih trupa. Istočnu granicu dijeli s Afganistanom na sjeveru i Pakistanom na jugu. Udaljenost između Azarbajdžana na sjeverozapadu i Sistana i Beludžistana na jugoistoku je oko 2330 km.
Iranskim krajolikom prevladavaju planinski lanci između kojih se nalaze mnoge doline i prema istoku i jugoistoku pustinjske visoravni. U istočnom dijelu zemlje prevladavaju slabo naseljene ravne pustinje Dašt-e Lut („Prazna pustinja”) i Dašt-e Kavir („Velika slana pustinja”) s povremenim slanim jezerima, koje se nastavljaju istočnije u zapadnom Pakistanu i južnom Afganistanu.
U širokom području između planina nalaze se velika poljoprivredna i urbana središta kao Isfahan ili Širaz. Sve do 20. stoljeća, kada su izgrađene glavne ceste i željezničke pruge kroz planinske lance, ova područja bila su relativno izolirana jedna od drugih. Obično je jedan veliki grad dominirao jednim ovakvim područjem, te su postojali složeni gospodarski odnosi između grada i sela na periferiji. U višim područjima planinskih lanaca, živjele su praktički plemenske skupine koje su se selile zajedno sa stadima ovaca i koza između tradicionalnih ljetnih i zimskih pašnjaka.
██ Šume i šumska područja
██ Šumostepe s rjeđim drvećem
██ Travnate stepe
██ Suhe pustinjske ravnice
██ Polupustinjska područja
██ Aluvijske poluslane močvare
U zemlji ne postoje veći riječni sustavi, a promet se tijekom povijesti odvijao karavanama koje su prolazile kroz klance i prijevoje u planinama. Visoke planine su također predstavljale problem u pristupu prema Perzijskom zaljevu i Kaspijskom jezeru. Većih slatkovodnih jezera nema, a na sjeverozapadu je plitko poluslano jezero Urmija.
U Iranu vlada uglavnom suha i polusuha klima. Iznimka je ravnica uz Kaspijsko jezero gdje vlada blaga suptropska klima oceanskog tipa; ovdje temperature zimi rijetko padaju ispod 0°C, a klima je vlažna tijekom cijele godine. Temperature ljeti se rijetko penju iznad 29 °C, a prosječne godišnje padaline su od 680 mm na istoku do 1700 mm na zapadu zemlje. Na zapadu u naseljima u dolinama gorja Zagros javljaju se iznimno niske temperature, jake zime, te prosječna temperatura ispod 0 °C i velike količine snijega. U istočnim i središnjim bazenima vlada iznimno suha pustinjska klima s manje od 200 mm padalina godišnje i prosječnim ljetnim temperaturama do 38 °C. Uz obale Perzijskog zaljeva je sušna polupustinjska klima gdje vladaju umjerene zime, te vrlo suha i vruća ljeta. Količina oskudnih padalina ovdje varira između 135 i 355 mm.
Iran se nalazi u sezmički vrlo aktivnom dijelu svijeta kojeg često pogađaju potresi.

### Flora, fauna i okoliš
Biljni i životinjski svijet u Iranu je zbog velikog broja bioma i staništa vrlo raznolik, te ovdje živi veliki broj životinja i biljaka.
U polupustinjskim područjima živi veliki broj velikih mačaka kao eurazijski ris, manul i preživači indijska gazela ili perzijska gazela. Neke od njih nalaze se pred istrebljenjem kao iranski gepard (Acinonyx jubatus venaticus) kojih je još ostalo od 50 do 60, a na sjeveroistoku žive i malobrojni lavovi. U Iranu postoji mnogo endemskih vrsta kao perzijski jelen kojeg danas ima još vrlo malo. Na području države živi i veliki broj ptičjih vrsta kao: riđi mišar, obična vjetruška, orao bradaš i dr. U šumama na sjevernom gorju mogu se naći divlje svinje, medvjedi, jeleni i kozorozi.
O očuvanju okoliša država je počela voditi brigu od 1950-ih, nakon degradacije okoliša i prevelikog izrabljivanja prirodnih resursa. Iran je osnovao 1956. društvo za zaštitu divljih životinja, pa 1967. organizaciju za lov i ribolov, te na kraju 1971. ministarstvo za zaštitu okoliša. Cilj svih ovih organizacija bila je zaštita okoliša.
Od početka 21. stoljeća, glavni ekološki problemi u državi su:
- onečišćavanje zraka, posebno u urbanim sredinama. Ovo zagađivanje događa se zbog ljudskog djelovanja, posebno zbog emisija štetnih plinova iz vozila, te iz rafinerija i industrije.
- krčenje šuma
- dezertifikacija tj. pretvaranje travnjaka i grmlja u pustinje i polupustinje
- smanjivanje močvarnih područja zbog suše
- zagađenje naftom u Perzijskom zaljevu (zbog vađenja nafte)
- onečišćavanje vode zbog industrijskog otpada i nekontrolirane upotrebe.

Vjerojatno najveći ekološki problem je onaj kvalitete zraka, ponajviše u glavnom gradu Teheranu. Ugljični monoksid ima vrlo veliki udio u 1,5 milijuna tona štetnih plinova koji su zabilježeni u Teheranu 2002. godine.

### Politička podjela
Pokrajinama ili provincijama (perz. استان; ostān, mn. استانھا; ostānhā) upravlja se iz lokalnog središta, obično najvećeg grada (perz. مرکز; markaz, dosl. „središte”). Pokrajinom upravlja upravitelj (perz. استاندار; ostāndār), kojeg postavlja Ministarstvo unutarnjih poslova, a odobrava vlada.
Do 2004. godine Iran je imao 28 pokrajina. Nakon donesenog zakona, pokrajina Horasan podjeljena je na tri dijela, dok je 2010. godine stvorena i nova Alborška pokrajina.
Svaka pokrajina podjeljena je na okruge (perz. شهرستان, šaherestān) koji se nadalje dijele na kotare zvane bahš (perz. بخش).
| 1. Teheranska pokrajina 2. Komska pokrajina 3. Markazi 4. Kazvinska pokrajina 5. Gilan 6. Ardabilska pokrajina 7. Zandžanska pokrajina 8. Istočni Azarbajdžan 9. Zapadni Azarbajdžan 10. Kurdistanska pokrajina 11. Hamadanska pokrajina 12. Kermanšaška pokrajina 13. Ilamska pokrajina 14. Luristan 15. Huzestan 16. Čahar-Mahal i Bahtijari | 1. Kuhgiluje i Bojer-Ahmad 2. Bušeherska pokrajina 3. Fars 4. Hormuzgan 5. Sistan i Beludžistan 6. Kermanska pokrajina 7. Jazdska pokrajina 8. Isfahanska pokrajina 9. Semnanska pokrajina 10. Mazandaran 11. Golestan 12. Sjeverni Horasan 13. Razavi Horasan 14. Južni Horasan 15. Alborška pokrajina |  |

Administrativna struktura u Iranu vrlo često se mijenja. 2005. godine, u Iranu je postojalo 324 šahrestana, 865 bahša, 982 grada i 2378 sela.
Pogledajte i: Dodatak:Popis gradova u Iranu

## Država i politika

### Raspodjela vlasti
Stvaranjem islamske republike u Iranu, stvoren je i jedinstven sustav vlasti u svijetu. Iran je jedina službeno šijitska država u muslimanskom svijetu. Islamska republika Iran je praktički i jedina teokracija u svijetu, tj. smatrajući da vlast dolazi od Boga, moć leži u rukama svećenstva. Ovaj oblik teokracije počiva na načelu velayat-e faqih (ولایت فقیه) kojeg je u 1960-ima teorizirao ajatolah Ruholah Homeini, prvi Vođa Revolucije. Također u ovom sustavu postoji i predstavnička dimenzija, jer je priznata i vladavina naroda, te se putem izbora izabire predsjednik republike, zastupnici i članovi vijeća stručnjaka.
Politički sustav islamske republike baziran je na temelju ustava iz 1979. koji se naziva Qānun-e Asasi („Osnovni zakon”). U sustavu se nalazi više državnih tijela koja su usko povezana, a većinu članova izabire vođa, dok se predsjednik republike, zastupnici u parlamentu i članovi vijeća stručnjaka izabiru sveopćim izborima. Minimalna dob za glasovanje određena je na 15 godina.

#### Izvršna vlast
Vrhovni vođa (zvan i "Vođa revolucije") odgovoran je za nadgledanje opće politike Islamske republike Irana. Vrhovnog vođu izabire Vijeće stručnjaka na neodređeno trajanje mandata. Vođa je vrhovni zapovjednik oružanih snaga, te kontrolira vojnim operacijama i zadacima vezanim uz sigurnost, te samo on ima mogućnost proglasiti rat. Ovu državnu funkciju može obnašati samo vjerska osoba. Ima mogućnost udaljiti predsjednika republike od svoje funkcije, nakon što ga vrhovni sud proglasi krivim za kršenje ustava ili nakon što mu parlament proglasi nesposobnost po zakonu 89 ustava. Vijeće stručnjaka odgovorno je za nadgledanje vrhovnog vođe u izvršavanju svojih dužnosti. Trenutni vrhovni vođa Irana je ajatolah Ali Hamenei, koji obnaša tu dužnost od 1989. godine.
Ustav definira predsjednika kao najveći državni autoritet nakon vrhovnog vođe. Predsjednik se izabire na sveopćim izborima na mandat od četiri godine, kojeg je moguće još jednom obnoviti. Predsjedničke kandidate mora odobriti Vijeće čuvara. Predsjednik je odgovoran za izvršavanje izvršne vlasti, osim onih koje su vezane uz vrhovnog vođu.
Predsjednik odabire i nadgleda Vijeće ministara, koordinira odlukama vlade i odabire vladinu politiku koju predstavlja parlamentu. Deset potpredsjednika pomaže predsjedniku, kao i kabinet od 22 ministra čije imenovanje mora odobriti parlament.

#### Zakonodavna vlast
Medžlis, službenog naziva "Savjetodavna islamska skupština" (perzijski : مجلس شورای اسلامى, Madžles-e Šora-je Eslami) je jednodomski iranski parlament. Ima 290 zastupnika koji su izabrani na mandat od četiri godine. Medžlis izglasava zakone, ratificira međunarodne sporazume i odobrava državni proračun. Svi zakonodavni zastupnici moraju biti predstavljeni Vijeću čuvara. Od 2006. godine, šest zastupničkih mjesta u medžlisu rezervirana su za zastupnike vjerskih manjina.
Vijeće stručnjaka koje zasjeda jedan tjedan godišnje, ima 86 članova probranog svećenstva koji se izabiru sveopćim glasovanjem na mandat od osam godina. Kao i za predsjedničke i parlamentarne izbore, Vijeće čuvara određuje podobnost kandidata za članstvo u Vijeću stručnjaka. Ovo vijeće izabire vrhovnog vođu i ima ustavno pravo povući ga s dužnosti u bilo kojem trenutku. Ipak, dosad nije zabilježen slučaj u kojima bi se vijeće usprotivilo odlukama vrhovnog vođe.
Vijeće čuvara ima 12 pravnika od kojih šest imenuje vrhovni vođa. Drugu polovicu preporučuje šef sudbene vlasti (kojeg izabire vrhovni vođa), a imenuje ih iranski parlament. Vijeće tumači ustav i može iskoristiti pravo veta na odluke medžlisa, ako smatra da je doneseni zakon neuskladiv s ustavom ili s islamskim običajima, te vraća zakon parlamentu na doradu.

#### Sudbena vlast
Vođa revolucije imenuje šefa sudbene vlasti koji imenuje članove vrhovnog suda i glavnog tužioca. Postoji više vrsta sudova, od javnih sudova koji se bave građanskim i kriminalnim slučajevima do revolucionarnih sudova koji se bave zločinima protiv državne sigurnosti. Odluke revolucionarnih sudova su zaključne, te je na njih nemoguća žalba. Poseban svećenski sud odgovoran je za suđenje zločina koje su počinili pripadnici svećenstva, a također može biti primijenjen i u slučajevima kad su optuženi laici. Posebni svećenski sud ne nalazi se u regularnom pravosudnom sustavu, te ti sudovi odgovaraju samo vođi revolucije.

#### Lokalna vlast
Članovi lokalnih vijeća izabiru se lokalnim izborima na mandat od četiri godine u svim selima i gradovima u Iranu. Po članku 7 iranskog ustava, lokalna vijeća zajedno s parlamentom čine upravne i odlučne organe države. Ovaj dio ustava nije primjenjivan do 1999. kad su održani prvi lokalni izbori za lokalna vijeća u državi. Ova vijeća imaju mnoge odgovornosti, kao: izbor gradonačelnika ili načelnika, nadzor lokalnih aktivnosti, te briga za društvenim, zdravstvenim, gospodarskim, kulturnim i obrazovnim potrebama svojih građana.

### Unutarnja politika
Iranska država, osim institucionalne strukture, ima i mnoge druge posebnosti u pogledu politike. Mnoge strukture državnog aparata su udvostručene. Te strukture koje se nazivaju revolucionarne strukture (nahadha ye enqelāb) odgovorne su izravno vođi revolucije. Iranska vojska u ovom pogledu udvostručena je Braniteljima islamske revolucije, a sudovi s revolucionarnim sudovima. U svakom ministarstvu i svakoj pokrajini imenovan je predstavnik vođe.
Politikom upravljaju islamističke frakcije, dok su ostale tradicionalne stranke zabranjene. Kod islamista postoje dvije struje: konzervativna i reformistička. Obje struje žele očuvati postojeći politički sustav, ali se razlikuju načini na koje to žele ostvariti. Konzervativci se suprotstavljaju ikakvim promjenama sustava, te zastupaju strogo provođenje revolucionarnih ciljeva, dok se reformisti zalažu za nešto liberalniju politiku. Izbor reformista Muhameda Hatamija na mjesto predsjednika 1997. pokrenuo je određene promjene u zemlji, ipak nakon određenog vremena na vlast su ponovno došli konzervativci.

#### Mediji
Mediji u zemlji postoje još od pojave prvih novina 1835. Medije čine brojne službene novinske agencije, veliki broj dnevnih novina i časopisa, službeni televizijski kanali i privatni (koji emitiraju iz inozemstva), te radijske stanice. Zabilježen je i snažan trend blogova, zbog mogućnosti slobodnog i anonimnog izražavanja.
Iranski ustav dopušta slobodu medija sve dok se poštuju islamska načela. Svaki izdavač novina ili časopisa mora imati odgovarajući dozvolu za rad. Sva izdanja koja su ocjenjena kao protuislamska ne mogu dobiti ovu dozvolu. U praksi ovu dozvolu ne dobivaju ni mediji za koje se smatra da šire raspoloženje protiv vlade. 1987. godine, sve novine i časopisi podržavali su institucije islamske republike. Nakon Hatamijevog izbora 1997. i relativne liberalizacije medija, neka papirnata izdanja postala su kritičnija prema vlasti.
Televizijske i radio postaje postoje u Teheranu i svim većim pokrajinskim gradovima. Postaje u iranskom Azarbajdžanu i Kurdistanu mogu emitirati programe na azerskom i kurdskom jeziku. Neke opozicijske skupine emitiraju programe iz Iraka ili iz kavkaskih zemalja.

### Vanjska politika
Revolucionarna vlast u Iranu kojeg je započeo ajatolah Homeini radikalno je promijenio vanjsku politiku te zemlje u odnosu na onu koju je provodio šah, to se posebno odnosi na dotadašnju prozapadnjačku politiku. Nakon teške postrevolucionarne vanjske politike i iračko-iranskog rata, Iran je racionalizirao svoju vanjsku politiku i usredotočio se na njezine gospodarske ciljeve. Ipak, ova politika je daleko od normalizacije.
U novije doba, Iran se trudi poboljšati svoje odnose sa susjednim državama, pogotovo s Saudijskom Arabijom. Ciljevi vanjske politike uključuju nenametljivo preuzimanje vodeće uloge u regiji, smanjiti i prekinuti američki utjecaj i utjecaj drugih sila u regiji, te zasnivanje kvalitetnih trgovačkih odnosa.
Općenito se može reći da su osnovna načela iranske vanjske politike: djelovanje protiv SAD-a i Izraela u smislu ukidanja njihove vojne dominacije u Perzijskom zaljevu i potpora stvaranju palestinske države, smanjenje utjecaja vanjskih sila (kao SAD i UK) u zaljevu i povećanje svoje regionalne uloge, te razvoj diplomatskih odnosa sa zemljama u razvoju.

#### Izvoz revolucije
Termin „izvoza islamske revolucije” proizlazi iz posebnog pogleda na svijet, koji gleda na islamsku revoluciju kao na način kojim se muslimani i nemuslimani mogu osloboditi od ugnjetavanja tirana koji služe interesima međunarodnog imperijalizma.
Postoji puno struja misli o provođenju izvoza islamske revolucije, od onih koji se zalažu samo za djelovanje putem obrazovanja, pa do onih koji žele aktivno pomoći revolucionarnim skupinama u provođenju revolucije. Iako se iransko ministarstvo vanjskih poslova zalaže samo za obrazovno djelovanje, mnogi zagovornici aktivističkog pristupa nalaze se na visokim političkim položajima, te mogu bitno utjecati na iransku vanjsku politiku. Ovo se posebno može vidjeti u politici prema Libanonu. Godine 1982. Iran je poslao 1500 branitelja revolucije u Baalbek u Libanonu kako bi organizirali, opremili i obučili Hezbolah. Iako je Iran smanjio svoju potporu libanonskom pokretu, i dalje nastavlja pomagati i podržavati Hezbolah. Prema nekim procjenama, Hezbollah je u veljači 2010. primio 400 milijuna USD od Irana. Teheran također podupire i šijitske pokrete u Iraku, Bahreinu, Saudijskoj Arabiji i Afganistanu.
Ipak, neki autori misle da se izvoz revolucije ne slaže sa željama za otvaranjem Irana prema svijetu, te smatraju da je koncept izvoza revolucije nestao u prvim godinama nove vladajuće strukture.

#### Iranski nuklearni program
Iranski nuklearni program postao je predmet velike rasprave između Irana i zapadnih zemalja. Uzrok je bio veliki jaz u političkim pogledima na program između Irana i zapadnih zemalja. Iranska javnost gleda na nuklearni program kao na način kojim bi se uvela raznolikost u iranske izvore energije, te kao način kojim bi se pojačala iranska međunarodna uloga. Iranska javnost, praktički svi političari i vlada ujedinjeni su u tome da Iran mora razviti svoju nuklearnu industriju, jer ne može prihvatiti činjenicu da druge zemlje, kao Izrael, Indija ili Pakistan imaju atomsku energiju, a Iran je ne može imati. Vlade zapadnih zemalja imaju mišljenje da ovaj nuklearni program u civilne svrhe ima skrivene namjere, te da će možda biti iskorišten za proizvodnju nuklearnog oružja,. Iran je ratificirao sporazum o neširenju nuklearnog oružja 1970. godine, prema kojim je obvezan ne proizvoditi i ne pokušavati nabaviti nuklearno oružje. Ipak, Međunarodna agencija za atomsku energiju vjeruje da je zbog iranske nesuradnje nemoguće provesti inspekcije tehnologije i ustvrditi rabi li se tehnologija u vojne svrhe, što stoji u izvještaju direktora agencije od 31. kolovoza 2006.

### Vojska
Iranske oružane snage modernizirane su i reorganizirane nakon Prvog svjetskog rata, nakon što je 1921. vlast preuzeo Reza-šah. Za vrijeme vladavine posljednjeg iranskog šaha, Muhameda Reze Pahlavija, oružane snage su obučene i opremljene uz pomoć stranih vojska. Prodaja američkog oružja Iranu narasla je na 11,2 milijarde dolara u razdoblju od 1950. do 1979. Nakon iranske revolucije iranske oružane snage izgubile su oko 60 % ljudstva (zbog čistki i dezerterstva), dok je istovremeno ajatolah Homeini dekretom 5. svibnja 1979. stvorio korpus branitelja revolucije (pasdaran) čiji je cilj obrana interesa revolucije.
Oružane snage Irana podijeljene su na sljedeći način:
- regularna vojska, podjeljena je na tri grane:
  - kopnena vojska (arteš), ima oko 350 000 pripadnika (od kojih oko 200 000 ročnika) 2004. godine[40]
  - ratno zrakoplovstvo (Niru Havaji) ima oko 18 000 pripadnika 2001. godine[41]
  - ratna mornarica (Niru Darjāi), ima oko 18 000 pripadnika 2001. godine[42]
- Korpus branitelja islamske revolucije (Sepah-e Pasdaran-e Enghelāb-e Islami) koji obuhvaća sve tri vojne grane ima više od 125 000 pripadnika.[43]

Poslije Islamske revolucije, Iran se našao u izolacijskom i oskudnom stanju u pogledu vojne tehnologije. Zbog ekonomskih sankcija i embarga na oružje kojeg su uveli Amerikanci, Iran je bio prisiljen okrenuti se domaćoj vojnoj industriji te trgovini s malobrojnim zemljama koje su bile spremne poslovati s Iranom. Revolucionarna garda je postala odgovornom za stvaranje današnje iranske vojne industrije. Od njihova preuzimanja kontrole nad proizvodnjom, vojna industrija se značajno proširila i zbog velikog ulaganja u raketnu tehnologiju, Iran je ubrzo stvorio golemi arsenal balističkih raketa.
Od 1992. godine, Iran također proizvodi i vlastite tenkove, oklopne transportere, navođene projektile, podmornice i borbene zrakoplove. Posljednjih godina iranska izvješća su otkrila razvoj mnogih soficticiranih oružja poput projektila i balističkih raketa Hut, Kovsar, Fatih-110, Šahab-3, Sajdžil, Ašura, Gadr-110, Fadžr-3, te mnogo drugih raketnih sustava. Smatra se kako Iran danas ima od 3000 do 5000 tenkova, treću najveću helikoptersku flotu na svijetu, najveći broj vojnika (uključujući paravojsku), te golemi arsenal balističkih projektila.

## Stanovništvo
Broj stanovništva Irana značajno je narastao tokom 20. stoljeća. Početkom 20. stoljeća na području Irana živjelo je oko 10 milijuna stanovnika, a procjenjeni broj stanovnika za 2006. godinu je oko 70 milijuna. Zadnjih desetljeća ovako veliki rast stanovništva smanjen je obiteljskim planiranjem. 1970. godine, prosječni broj djece fertilne žene bio je 5, dok je danas smanjen na 1,82. Istraživanja pokazuju da će, ako se nastavi ovakav trend opadanja rasta stanovništva, Iran 2050. godine imati 90 milijuna stanovnika. Državu karakterizira vrlo mlado stanovništvo, od kojeg više od dvije trećine ima ispod 30 godina. Samo 5 % stanovništva starije je od 65 godina.
Početkom 20. stoljeća, samo oko 10 % stanovništva živjelo je u gradovima, a 2006. godine taj postotak iznosio je 67 %. Trend urbanizacije se i dalje nastavlja; stopa rasta stanovništva u gradovima iznosi 1,8 % godišnje, a stopa pada stanovništva u ruralnim naseljima iznosi 0,7 % godišnje.
Stopa pismenosti iznosi 92,7 % kod stanovništva starijeg od 15 godina. Prosječno trajanje školovanja iznosi 12 godina.

### Etničke skupine
U Iranu žive pripadnici oko 100 različitih etničkih skupina. Postoje dva glavna porijekla ovih skupina, indoeuropsko i turkijsko.
Glavne etničke skupine su Perzijanci (61 %), Azeri (16 %), Kurdi (10 %), Luri (6 %), Beludži (2 %), Arapi (2 %), Turkmeni (2 %), Kašgajci, Armenci, Židovi, Gruzijci, Asirci, Čerkezi, Tati, Paštunci i drugi (1 %).

### Jezici
Službeni jezik Irana je perzijski jezik (lokalno zvan: فارسی, farsi), koji pripada iranskoj podskupini indoiranskih jezika. Ovaj jezik je materinji većini Iranaca i jedini je službeni administrativni jezik u međunarodnim odnosima. Osim perzijskog, lokalno se koristi još 15 regionalnih službenih jezika.
Glavne jezične skupine su:
- iranski jezici (78 %): perzijski (53 %), kurdski (10 %), gilački i mazandaranski (7 %), lurski (6 %), balučijski (2 %) i dr.
- turkijski jezici (18 %): azerski, turkmenski, kaškajski, turski i dr.
- drugi (4 %): arapski (2 %), armenski i dr.

### Religija
Službena religija Irana je šijitski imamitski islam, kojem pripada oko 90 % stanovništva. Uz Iran, samo još Irak, Azerbajdžan i Bahrein imaju više od polovice stanovništva koje pripada šijitskom islamu. Na području Irana nalaze se dva šijitska svetišta: Mašhad u kojem je pokopan imam Reza odnosno Kom u kojem je pokopana njegova sestra Fatima. Kom je vrlo važno šijitsko vjersko središte zajedno s Nadžafom u Iraku.
Osim islama, ustavom su službeno priznate još tri religije: kršćanstvo, judaizam i zoroastrizam koji imaju svoje predstavnike u parlamentu (Madžlis). Prema popisu stanovništva iz 2011. godine u zemlji živi 74,682.938 šijita, sunita i pripadnika drugih islamskih struja, 117.704 kršćana, 25.271 zoroastrijanaca, 8756 Židova, a ostatak čine 49.101 pripadnik drugih religija odnosno 265.899 neizjašnjenih. Prema stranim procjenama, među potonje dvije statističke skupine spadaju i grupe poput mandaista, jesida ili bahaista koji se u Iranu službeno klasificiraju pripadnicima sljedbi a ne religija. Najveći broj među njima čine bahaisti koji su progonjeni pod svim iranskim političkim sustavima 20. stoljeća, a prema podacima FIDH-e (Međunarodna federacija za ljudska prava) iz 2003. godine i dan danas su izloženi oblicima diskriminacije. Po članku 14 iranskog ustava, vlada mora poštovati prava nemuslimana sve dok njihovo djelovanje nije usmjereno protiv islama i Islamske republike Iran,.
| Religija        | Popis 1956. | Popis 1956. | Popis 1966. | Popis 1966. | Popis 1966. | Popis 1976. | Popis 1976. | Popis 1976. | Popis 1986. | Popis 1986. | Popis 1986. | Popis 1996. | Popis 1996. | Popis 1996. | Popis 2006. | Popis 2006. | Popis 2006. | Popis 2011. | Popis 2011. | Popis 2011. |
| Religija        | Broj        | %           | Broj        | %           | +/- (%)     | Broj        | %           | +/- (%)     | Broj        | %           | +/- (%)     | Broj        | %           | +/- (%)     | Broj        | %           | +/- (%)     | Broj        | %           | +/- (%)     |
| --------------- | ----------- | ----------- | ----------- | ----------- | ----------- | ----------- | ----------- | ----------- | ----------- | ----------- | ----------- | ----------- | ----------- | ----------- | ----------- | ----------- | ----------- | ----------- | ----------- | ----------- |
| Muslimani       | 18,654.127  | 98,4        | 24,771.922  | 98,8        | ▲ 32,8      | 33,396.908  | 99,0        | ▲ 34,8      | 49,198.228  | 99,4        | ▲ 47,3      | 59,788.791  | 99,6        | ▲ 21,5      | 70,097.741  | 99,4        | ▲ 17,2      | 74,682.938  | 99,4        | ▲ 6,5       |
| Kršćani         | 114.528     | 0,6         | 149.427     | 0,6         | ▲ 30,5      | 168.593     | 0,5         | ▲ 12,8      | 97.557      | 0,2         | ▼ 42,1      | 78.745      | 0,1         | ▼ 19,3      | 109.415     | 0,2         | ▲ 38,9      | 117.704     | 0,2         | ▲ 7,6       |
| Zoroastrijanci  | 15.723      | 0,1         | 19.816      | 0,1         | ▲ 26,0      | 21.400      | 0,1         | ▲ 8,0       | 32.589      | 0,1         | ▲ 52,3      | 27.920      | 0,0         | ▼ 14,3      | 19.823      | 0,0         | ▼ 29,0      | 25.271      | 0,0         | ▲ 27,5      |
| Židovi          | 65.232      | 0,4         | 60.683      | 0,2         | ▼ 7,0       | 62.258      | 0,2         | ▲ 2,6       | 26.354      | 0,1         | ▼ 57,7      | 12.737      | 0,0         | ▼ 51,7      | 9252        | 0,0         | ▼ 27,4      | 8756        | 0,0         | ▼ 5,4       |
| Ostali vjernici | 59.256      | 0,3         | 77.075      | 0,3         | ▼ 26,7      | 59.585      | 0,2         | ▼ 22,7      | 50.529      | 0,1         | ▲ 51,5      | 57.579      | 0,1         | ▲ 14,0      | 54.234      | 0,1         | ▼ 5,8       | 49.101      | 0,1         | ▼ 9,5       |
| Neizjašnjeni    | 45.838      | 0,2         | 77.075      | 0,3         | ▼ 26,7      | 59.585      | 0,2         | ▼ 22,7      | 39.753      | 0,1         | ▲ 51,5      | 89.716      | 0,2         | ▲ 225,7     | 205.317     | 0,3         | ▲ 228,9     | 265.899     | 0,3         | ▲ 29,5      |
| Ukupno          | 18,954.704  | 100         | 25,785.210  | 100         | ▲ 36,0      | 33,708.744  | 100         | ▲ 30,7      | 49,445.010  | 100         | ▲ 46,7      | 60,055.488  | 100         | ▲ 21,5      | 70,495.782  | 100         | ▲ 17,4      | 75,149.669  | 100         | ▲ 6,6       |

### Migracije
Zemljopisni položaj države, te gospodarska i demografska situacija čine Iran zemljom izvorišta, tranzita i odrediša migranata. Iako u zemlji trenutno živi veliki broj izbjeglica, ovo je zemlja i emigracije i imigracije.
Najveći broj izbjeglica u Iranu su iz Afganistana i Iraka. 2001. godine, broj afganistanskih izbjeglica u državi bio je 3 809 600, a iračkih 530 100. Ovaj pritok izbjeglica započeo je početkom 1980-ih, te su ga uzrokovali ratovi na iranskim granicama. Iz Afganistana su izbjeglice počele dolaziti od 1980. godine, a iz Iraka između 1980. i 1981. kada je režim Sadama Huseina odlučio prognati Iračane iranskog podrijetla.
Službena politika iranske vlade je povratak ovih izbjeglica, od kojih je oko 2 milijuna vraćeno, od kojih određeni dio uz pomoć UNHCR-a.,,,
Iranska dijaspora procjenjuje se na oko 4 milijuna ljudi koji su emigrirali većinom u Sjevernu Ameriku, Zapadnu Europu, te Južnu Ameriku, veliki dio nakon revolucije 1979. godine Trenutna je u zemlji veća emigracija od imigracije, te se procjenjuje na oko 40 000 osoba godišnje. Razlozi emigracije su najvjerojatnije gospodarska nestabilnost, politička situacija, obrazovanje i nezaposlenost.

## Gospodarstvo
Iransko gospodarstvo mješavina je centralno planiranog državnog vlasništva nad naftnim i drugim velikim poduzećima, privatnog poduzetništva i seoske poljoprivrede, orijentiranog k apsolutnoj samodostatnosti u svim gospodarskim granama. Krajem 2000-ih godina iransko gospodarstvo bilo je 18. najveće u svijetu (s tendencijom rasta na 12. mjesto do 2015. godine), s najrazvijenijom industrijom, poljoprivredom, energetikom, informatičkom tehnologijom i građevinarstvom na Bliskom istoku.
Cilj iranske vlade na gospodarskom planu je smanjiti ovisnost o proizvodnji nafte i uvesti raznolikost u gospodarstvo planiranim tržišnim reformama. U pokušaju ostvarenja tog cilja, iranska vlada ulaže u područja automobilske, zračne, elektroničke, petrokemijske i nuklearne industrije. Jako naftno tržište od 1996. godine pomoglo je u smanjenju financijske ovisnosti i redovito otplaćivanje dugova zbog čega je Iran danas treća zemlja svijeta s najmanjim postotkom vanjskog duga u odnosu na BDP (3,7 % odnosno 12,8 milijardi USD). Nafta i prirodni plin, nekoć glavni iranski gospodarski aduti, danas sačinjavaju 70 % izvoza ali ujedno manje od 10 % ukupnog bruto domaćeg proizvoda.
Posljednjih 20-ak godina cvjeta lokalna proizvodnja najmjenjena domaćnoj potrošnji što uključuje kućanske uređaje, automobile, poljoprivredne proizvode, lijekove, itd. Danas Iran ima razvijenu domaću industriju, a mnogo se ulaže i u napredne znanosti poput nanotehnologije, biotehnologije, farmakologije, svemirske i nuklearne tehnologije, itd. Iran ima i veliki turistički potencijal s obzirom na to da se na temelju atraktivnih prirodnih i povijesnih lokaliteta navodi kao jedna među prvih 10 turističkih zemalja svijeta. Između 2005. i 2010. godine Iran je prošao proces privatizacije zbog čega je državni udjel u bruto domaćem proizvodu smanjen s 80 % na 40 %, dok se narednih godina planira spuštanje istog na 20 %.
Gospodarstvo Irana u 2010. godini procjenjeno je između 858.66 i 863,5 milijardi USD prema paritetu kupovne moći, odnosno na oko 11.396 USD po glavi stanovnika što je četverostruki porast u odnosu na razdoblje prije revolucije 1979. godine unatoč udvostručenju stanovništva. Unatoč sankcijama nametnutih zbog nuklearnog programa, Iran je jedno od rijetkih vodećih svjetskih gospodarstava koje bilježi pozitivan gospodarski rast u vrijeme svjetske financijske krize. Glavni gospodarski problemi tijekom 2000-ih godina bili su dvoznamenkasti postoci nezaposlenosti i inflacije, koji su 2010. godine iznosili 14,6 % odnosno 8 %.
Vodeći iranski trgovački partneri su Kina, Njemačka, Južna Koreja, Francuska, Japan, Rusija, Turska i Italija, dok je povećana suradnja i sa zemljama u razvoju kao što su Sirija, Indija, Venecuela, Šri Lanka i Južna Afrika. Postotak žena u radnoj snazi je 33 % odnosno 28,4 % u industriji po čemu je Iran ispred svih vodećih svjetskih gospodarstava. Iranska metropola Teheran najjeftiniji je glavni grad svijeta.

## Kultura
Iranska kultura je dugo vremena bila dominantna kultura na prostoru Bliskog istoka i središnje Azije, a perzijski je smatran jezikom intelektualaca. Gotovo svi filozofski, znanstveni i književni radovi u islamskim carstvima pisani su pahlavijem, te prevedena na arapski jezik.
Iransku kulturu karakterizira mnoštvo običaja i tradicija, islam u šijitskom obliku, jezik, bogata mitologija, veze sa zoroastrizmom, bogata umjetnost, te poezija i perzijska, kurdska, azerska i druge književnosti.
Vrlo važna karakteristika kulture je i perzijska uljudnost tarof (تعارف) koja nalaže poštovanje prema starijima i prema ženama, upotrebu pristojnog jezika i široku gostoljubivost prema strancima.

### Književnost
Najstarija djela na perzijskim jezicima (staroperzijski ili srednjeperzijski) su iz ahemenidskog razdoblja, a sežu i do 650. pr. Kr. Najbitnija djela perzijske književnosti nastala su u razdoblju islamskog osvajanja sasanidskog Irana, oko 650. godine. Nakon dolaska Abasida na vlast (750.), mnogi Perzijanci su postali pisari i službenici u islamskom carstvu, te sve više i više pisci i pjesnici. Perzijanci su u isto vrijeme pisali i na arapskom i na perzijskom, a kasnije je perzijski postao dominantniji u književnim krugovima. Perzijski pjesnici kao Sadi, Hafiz i Rumi čitani su u cijelom svijetu, te su imali veliki utjecaj na književnost u mnogim zemljama. Moderna iranska književnost je vjerojatno manje poznata.
Perzijska književnost je posebno prepoznatljiva po epskoj, povijesnoj, filozofskoj i ljubavnoj poeziji. Važni perzijski pisci su Firdusi, (autor Šahname), Nizami (autor djela Lejla i Madžun, Sedam princeza), Rumi (autor Mesnevija), Sadi, Hafiz, Omar Hajam i drugi.
Od modernih pisaca, vjerojatno su najpoznatiji: Sadek Hedajat, Ali Shariati, Ferejdun Moširi, Foruk Farohzad.

### Umjetnost
U Velikom Iranu, odnosno na području koje uz Iran obuhvaća i Afganistan, Tadžikistan, Azerbajdžan, Uzbekistan i okolna područja, nastala su mnoga djela perzijske umjetnosti koja uključuje i slikanje, izradu tepiha, lončarstvo, kaligrafiju itd.
Vjerojatno u svijetu najpoznatije područje iranske umjetnosti je izrada tepiha (farš فرش). Svi sagovi izrađuju se ručno i od prirodnih materijala, a za izradu je obično potrebno nekoliko mjeseci. Postoji više vrsta perzijskih sagova, a u balkanskom području najpoznatiji je nomadski tepih zvan ćilim (perzijski: gelim (گلیم), turski: kilim).
Još jedno poznato područje perzijske umjetnosti su minijature. Ove minijature obično ukrašavaju knjige ili su rađene posebno za album minijatura. Perzijske minijature karakterizira izuzetna složenost, a obično prikazuju teme iz perzijske mitologije i pjesništva.
Perzijska kaligrafija tj. kaligrafija pisana perzijskim jezikom datira iz predislamskog vremena, a s vremenom razvijeno je više stilova. Danas postoji pokret revitaliziranja ove umjetnosti spajanjem s ostalim oblicima umjetnosti.

### Arhitektura
Glavni tipovi građevina klasične iranske arhitekture su palače, džamije i bazari. Iransku arhitekturu karakteriziraju velike kupole koje se često mogu vidjeti na bazarima i džamijama. Ove kupole su obično uređene mozaicima. Perzijanci su poznati po upotrebi matematike, geometrije i astronomije u arhitekturi.
Iranska arhitektura iz raznih razdoblja može se naći u područjima od Sirije do sjeverne Indije i kineske granice, te od Kavkaza do Zanzibara. Iran se nalazi na 7. mjestu UNESCO-ovog popisa zemalja po broju arheoloških ruševina. Petnaest UNESCO-ovih spomenika svjetske baštine djela su iranske arhitekture, a Mauzolej u Halikarnasu označen je kao jedno od sedam drevnih svjetskih čuda.

### Film
Kinematografija je bila stara samo nekoliko godina kad se pojavila u Iranu početkom 20. stoljeća. Prvi iranski režiser zasigurno je bio Mirza Ibrahim-han Akas Baši, službeni fotograf tadašnjeg iranskog vladara Mozafaradin-šaha Kadžara. Nakon posjeta Parizu 1900. godine, Baši je nabavio kameru, te snimio posjet šaha Belgiji.
Iranska kinematografija nakon revolucije je dosegla značajan uspjeh na međunarodnoj razini zbog istaknutog stila i posebnosti temi i autora. Iz iranske kinematografije pojavili su se brojni režiseri svjetske klase, kao Abas Kijarostami i Asgar Farhadi. Stalna prisutnost iranskih filmova na brojnim prestižnim međunarodnim festivalima kao Canneski festival, Venecijanska mostra ili Berlinale privukli su pozornost publike na ova djela.

### Glazba
Glazba na području današnjeg Irana ima povijest staru nekoliko tisuća godina, još iz doba neolitika. Ovo potvrđuju arheološka istraživanja elamitske kulture na jugozapadu Irana. Potrebno je razlikovati muzikologiju (Elm-e Musiki) tj. znanost o glazbi, od glazbenog izvođenja (Tarab, Navahte, Tasnef, Tarane ili u novije vrijeme Muzik).
Iranska klasična glazba (Musiki Asil) snažno je utemeljena na teorijama estetike. Ovaj glazbeni žanr sačuvao je elemente još iz sasanidiskog razdoblja. Popularna i folkflorna glazba igra važnu ulogu u svakodnevnom životu Iranaca, pogotovo u ruralnim područjima, kao npr. folklorne pjesme u Kurdistanu i Horasanu.
Iranska pop glazba je razvijena 1970-ih, a koristila je autohtone oblike i glazbala uz dodatak električne gitare i nekih drugih karakteristika. Vjerojatno najpoznatija glazbenica tog razdoblja je pjevačica Guguš. Nakon revolucije iz 1979. godine, pop-glazbu zapadnjačkog tipa potisnula je renesansa klasične perzijske glazbe u kojoj su se istaknuli mnogi poznati nacionalni i međunarodni izvođači kao Mohammad Reza Lotfi, Hossein Alizade, Šahram Nazeri i Mohammad-Reza Šadžarijan. Jedno od najpopularnijih tradicionalnih iranskih glazbala je tar (perz. žica) iz kojeg se razvilo i najpopularnije suvremeno glazbalo − gitara.

### Gastronomija
Kulinarstvo je vrlo raznoliko u Iranu, svaka pokrajina ima svoja vlastita jela, kao i način priprave i gastronomsku tradiciju. Hrana nije ljuta, a pripravlja se obično uz puno bilja i voća. Koriste se šljive, mogranji, grožđe, dunje i dr. Veliki broj iranskih jela kombinacija su riže s mesom (piletina, janjetina) ili s ribom, s puno češnjaka, luka, povrća i drugih dodataka.
Iranska kuhinja je ostavila veliki utjecaj na kuhinje u susjednim zemljama. Ovo se posebno odnosi na Afganistan, države na jugu središnje Azije, sjevernu Indiju i Pakistan.

## Znanost i tehnologija
Iranci su još tijekom starog vijeka gradili kanate da osiguraju pristup svježoj vodi. Prva vjetrenjača pojavila se u Iranu u 9. stoljeću. Iranci su značajno doprinijeli razumijevanju mnogih znanstvenih područja poput prirodnih znanosti, astronomije, medicine, matematike i filozofije. Al-Hvarizmi se smatra ocem algebre. Isti se znanstvenik služio Pascalovim trokutom gotovo sedamsto godina prije Pascalovog rođenja. Omar Hajam je definirao iranski kalendar koji je i dan danas u uporabi i precizniji je od šest stoljeća mlađeg gregorijanskog kalendara. Otkriće etanola (alkohola) pripisuje se iranskom alkemičaru Raziju. Teorije heliocentričnog sustava i evolucije bile su poznate iranskim znanstvenicima stoljećima prije rođenja Kopernika odnosno Darwina. Za vrijeme Srednjeg vijeka osnove filozofije i matematike iz antičke Perzije i Grčke očuvane su u perzijskim znanstvenim krugovima. Akademija u Gondišapuru bila je najpoznatije znanstveno učilište tog vremena i smatra ga se prvim sveučilištem na svijetu, značajno prvenstveno po medicinskim otkrićima u čemu su bili vodeći tijekom 6. i 7. stoljeća. U ovo doba Iran je postao i svjetski centar proizvodnje mjernih instrumenata, a tu su reputaciju zadržali sve do 19. stoljeća.
Iran nastoji vratiti status koji je imao u zlatno doba Perzijske znanosti. Od 1996. do 2004. broj objave znanstvenih radova se gotovo udeseterostručio, što predstavlja najveći rast u svijetu poslije Kine. Unatoč raznim vrstama sankcija, iranski znanstvenici postižu respektabilne uspjehe na područjima farmacije, farmaceutske, organske i kemije polimera. Iranski znanstvenici i inženjeri također pomažu u konstruiranju Velikog hadronskog sudarivača (LHC), najmoćnijeg akceleratora čestica ikad izgrađenog.
U biomedicinskim znanostima, Iranski institut biokemije i biofizike predsjeda UNESCO-ovim sektorom za biologiju. Potkraj 2006. godine, iranski znanstvenici u istraživačkom centru Rujan u Teheranu uspješno su klonirali embrij ovce pomoću nuklearnog trasfera somatskih stanica.
Iranski nuklearni program je pokrenut 1950-ih godina. Današnja iranska nuklearna postrojenja uključuju nekoliko istraživačkih reaktora, rudnike urana, komercijalni nuklearni reaktor, postrojenja za obogaćivanje urana i za tešku vodu. Iranska svemirska agencija (ISA) je nakon tri uspješna suborbitalna leta vlastitom tehnologijom lansirala prvi iranski satelit Omid u orbitu u veljači 2009. godine, kada je obilježavana 30. obljetnica Iranske revolucije.
Iranski znanstvenici izvan Irana su također mnogo pridonijeli znanosti. Godine 1960., Ali Džavan je izumio prvi plinski laser, a teoriju sustava neizrazite logike postavio je Lotfi Zade. Iranski kardiolog Tofi Musivand izumio je prvu srčanu pumpu, preteču umjetnom srcu. Prilikom istraživanja dijabetesa, Samuel Rahbar otkrio je HbA1c. Iranski fizičari izuzetno su uspješni na području teorije struna, o kojoj se mnogo radova objavljuje u samom Iranu. Iransko-američki znanstvenik Cumrun Vafa uspostavio je Vafa-Wittenov poučak zajedno s Edwardom Wittenom.

## Šport
Budući da oko dvije trećine iranskog stanovništva ima ispod 35 godina, šport je vrlo jaka društvena aktivnost u zemlji. Na području današnjeg Irana stvoreni su mnogi športovi i igre kao polo, šah i backgammon. Tradicionalni iranski šport je varzeš-e pahlavani koji je sličan hrvanju. Danas je najpopularniji šport u Iranu nogomet. Iranska nogometna reprezentacija dosad je sudjelovala tri puta na svjetskim prvenstvima: 1978. u Argentini, 1998. u Francuskoj i 2006. u Njemačkoj. Reprezentacija je dosad i tri puta pobijedila na azijskom prvenstvu (1968., 1972. i 1976.).
Prvu olimpijsku medalju za Iran je osvojio hrvač Golamreza Tahti u Helsinkiju 1952. godine. Nakon te srebrne medalje osvojio je i zlatnu u Melbourneu 1956., te ponovno srebrnu u Rimu 1960. godine. Zemlja je u športskom smislu na međunarodnoj razini istaknuta u hrvanju i dizanju utega. Hosein Reza Zade je trenutni svjetski rekorder u dizanju utega u kategoriji za teže od 105 kg, te je prvi Iranac koji je osvojio dvije zlatne olimpijske medalje.
Skijanje je također popularno među određenim društvenim slojevima. Iran ima brojna uređena skijališta, od kojih su najpopularnija ona na Alborzu. Budući da je veliki dio teritorija države brdovito, popularno je i planinarenje i penjanje.
2002. godine, najprakticiraniji športovi među stanovništvom bili su nogomet, body building, odbojka, borilačke vještine, plivanje, planinski športovi (alpinizam, skijanje, trekking) i hrvanje. Tenis, golf, košarka, gimnastika i varzeš-e pahlavani su manje prakticirani.

## Poveznice
- Iranska kulturna regija
- Iran u međunarodnim statistikama
- Indeks iranskih članaka